# Univerzita Jana Evangelisty Purkyně v Ústí nad Labem
Univerzita Jana Evangelisty Purkyně v Ústí nad Labem (latinsky Universitas Purkyniana Ustensis, zkráceně UJEP) je česká univerzita se sídlem v Ústí nad Labem a dalšími pobočkami v Ústeckém kraji. Univerzita nese jméno světoznámého biologa Jana Evangelisty Purkyně, severočeského rodáka z Libochovic. Současným rektorem je docent Jaroslav Koutský.

## Základní informace

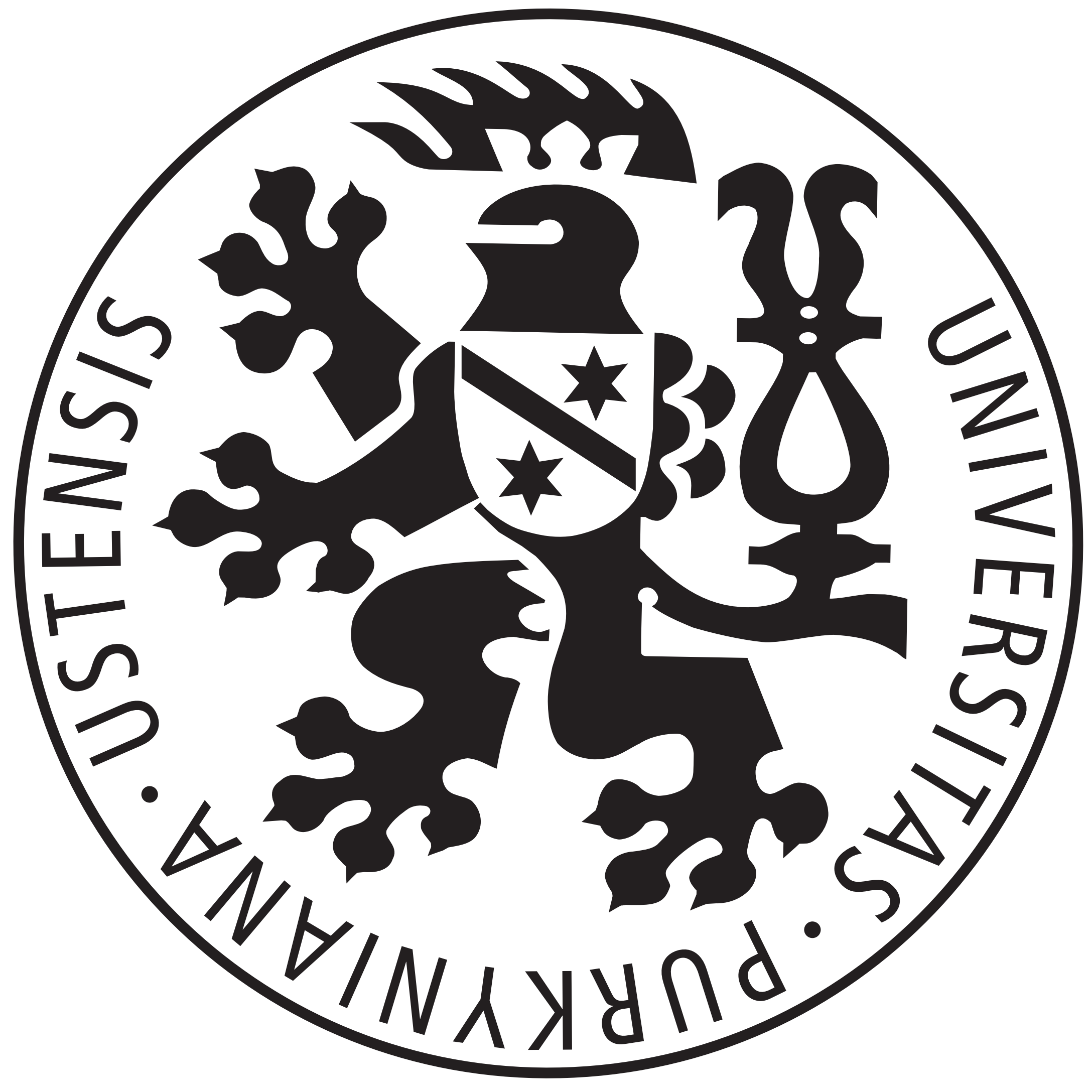
Univerzita J. E. Purkyně - heraldický, slavnostní znak

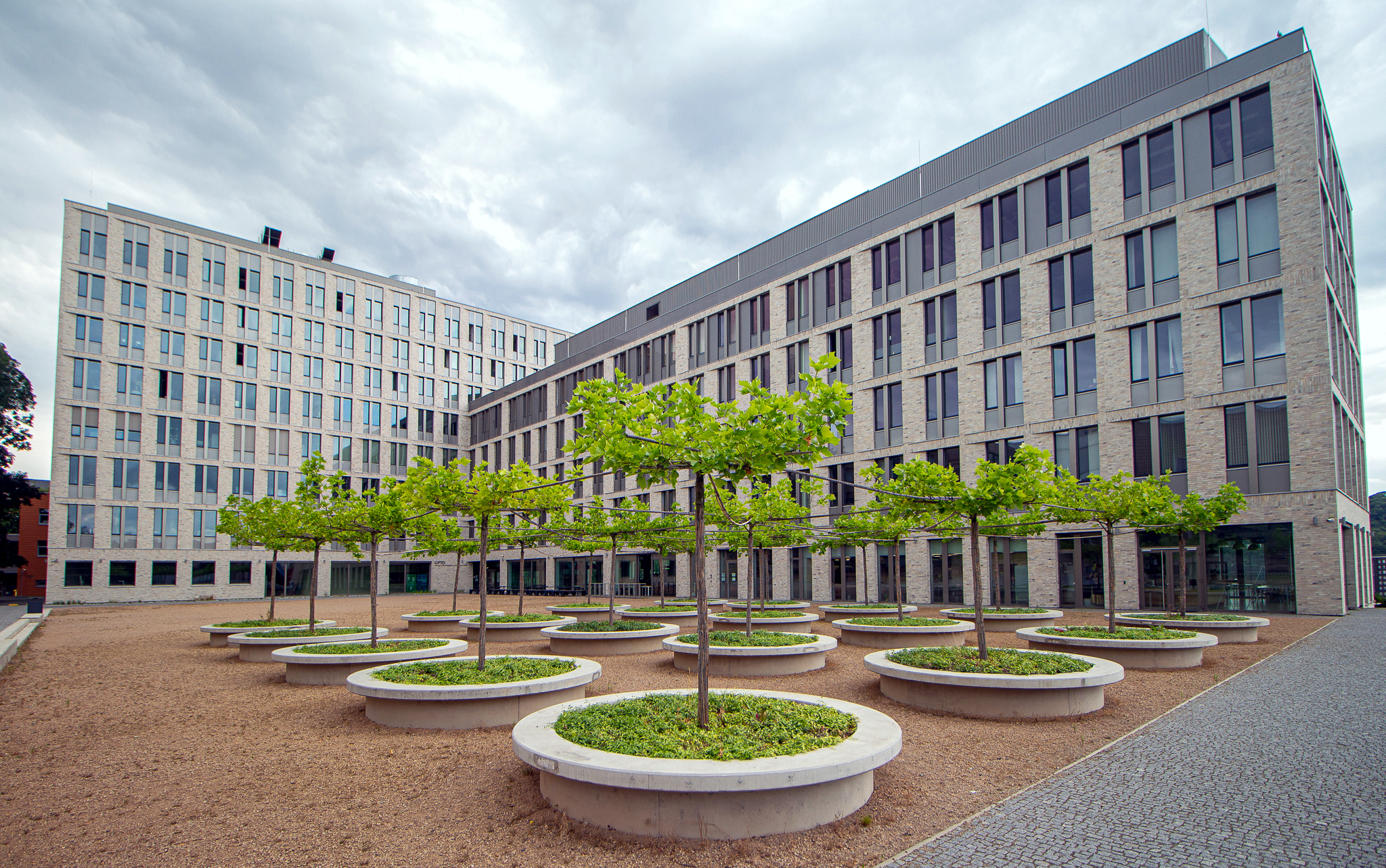
Kampus Univerzity Jana Evangelisty Purkyně (budova CPTO, sídlo Přírodovědecké fakulty a Fakulty životního prostředí)

Univerzitu tvoří osmi fakult (Fakulta filozofická, Fakulta sociálně ekonomická, Fakulta umění a designu, Pedagogická fakulta, Přírodovědecká fakulta, Fakulta životního prostředí, Fakulta strojního inženýrství, Fakulta zdravotnických studií).
Celkový počet studentů k 31. říjnu 2008 byl 10 813, což bylo o 563 více než v předchozím roce a škola tak měla 14. místo ve velikostní kategorii z 26 vysokých veřejných škol v Česku. Univerzita Jana Evangelisty Purkyně v Ústí nad Labem byla první univerzita v ČR, která prošla úspěšně institucionálním hodnocením Akreditační komisí vlády ČR a získala právo realizovat výuku ve všech studijních oborech na následujících 6 let (hodnocení probíhalo listopad 2008 – únor 2009).
Univerzita vydává také svůj časopis-zpravodaj, informující o dění na ústecké univerzitě. Vychází jako občasník od roku 2004, od roku 2007 do 2015 jako měsíčník (s výjimkou akademických prázdnin) 10 x ročně v nákladu 2 000 ks (pravidelné vydání) až 12 000 ks (speciál), od roku 2016 nepravidelně pod názvem Silverius (což bylo řádové jméno J. E. Purkyně).

## Historie

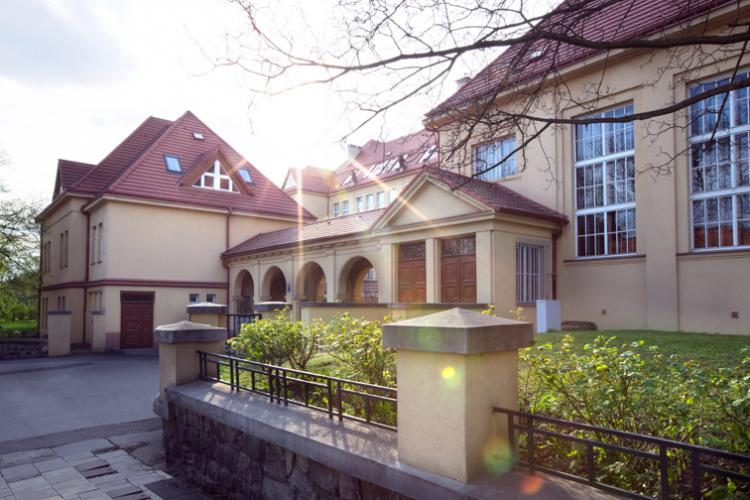
Pedagogická fakulta Univerzity J. E. Purkyně - vchod z ulice České mládeže

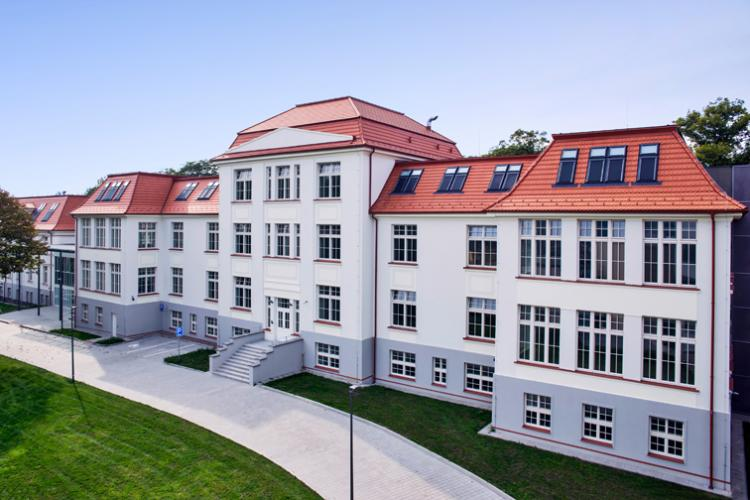
Filozofická fakulta Univerzity J. E. Purkyně - kampus

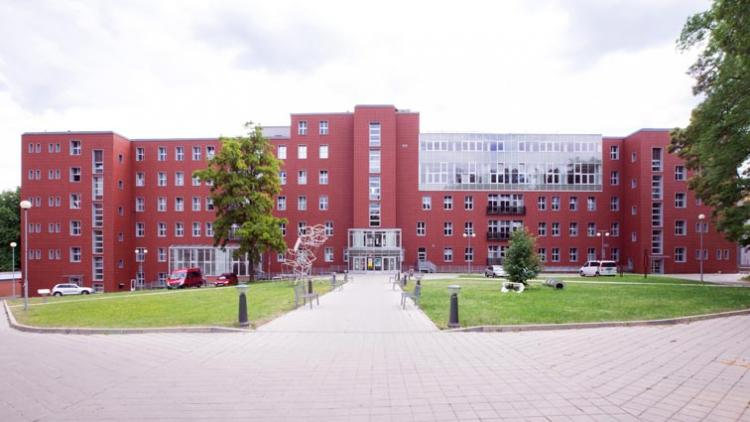
Fakulta umění a designu Univerzity J. E. Purkyně - kampus

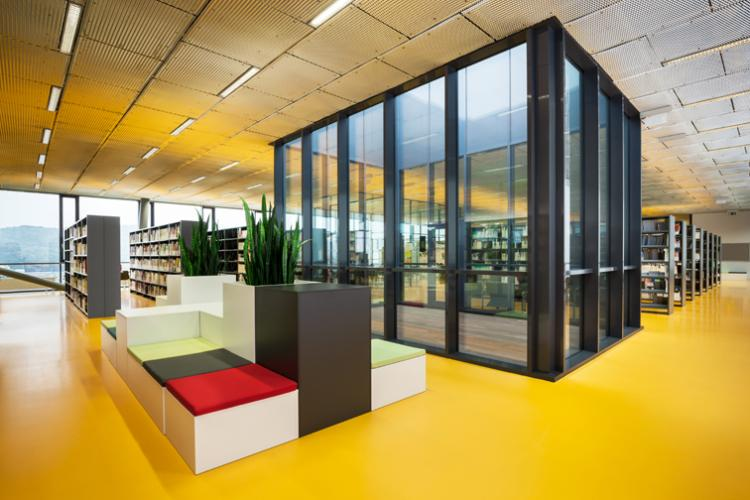
Vědecká knihovna Univerzity J. E. Purkyně

Historie univerzity byla započata v roce 1954, kdy byla založena Vyšší pedagogická škola, z níž se v roce 1959 stal Pedagogický institut. Následně byla v roce 1964 založena Pedagogická fakulta v Ústí nad Labem.
Na základě zákona č. 314/1991 Sb. z této pedagogické fakulty vznikla vysoká škola s názvem „Univerzita Jana Evangelisty Purkyně“. Slavnostní otevření se konalo 28. září 1991. Jméno převzala po Masarykově univerzitě, která nesla Purkyňovo jméno v letech 1960–1990. Novou Univerzitu J. E. Purkyně tehdy tvořily tři fakulty – pedagogická, sociálně ekonomická a životního prostředí – a ústav slovansko-germánských studií.
V roce 1993 byl v rámci pedagogické fakulty zřízen Institut výtvarné kultury, zárodek pozdější fakulty užitého umění a designu. Dne 1. prosince 1998 vzniká z pedagogické fakulty Ústav techniky a řízení výroby s cílem garantovat technické vzdělání v regionu. Dne 1. prosince 2000 schválil akademický senát zřízení Fakulty užitého umění a designu. V roce 2003 byl zřízen Ústav zdravotnických studií. Dne 1. dubna 2005 byl na základě rozhodnutí akademického senátu zřízen Ústav humanitních studií a Ústav přírodních věd, ze kterého se 4. listopadu 2005 stala Přírodovědecká fakulta. 1. září 2006 byla zřízena Filozofická fakulta a Fakulta výrobních technologií a managementu. 18. listopadu 2008 bylo slavnostně otevření severovýchodní křídlo univerzitního kampusu v zrekonstruované budově Fakulty umění a designu. Dne 1. března 2012 vznikla z Ústavu zdravotnických studií Fakulta zdravotnických studií. Od 1. 9. 2017 byl změněn název Fakulty výrobních technologií a managementu na Fakultu strojního inženýrství.
Čestný titul doctor honoris causa udělila univerzita např. Václavu Klausovi, a to v roce 2007, a Vladimírovi Feixovi v roce 2009.
Dne 4. března 2009 byla po rekonstrukci budovy B znovu otevřena univerzitní kaple v areálu Kampusu UJEP.

## Součásti univerzity
- Pedagogická fakulta
- Fakulta sociálně ekonomická
- Fakulta umění a designu
- Fakulta životního prostředí
- Fakulta strojního inženýrství
- Filozofická fakulta
- Přírodovědecká fakulta
- Fakulta zdravotnických studií
- Vědecká knihovna
- Centrum informatiky
- Správa kolejí a menz

## Seznam rektorů
Seznam rektorů UJEP od jejího založení:
- Jan Kopka (1992–1995)
- Vlastimil Novobilský (1995–2001)
- Zdeněk Havel (2001–2007)
- Iva Ritschelová (2007–2011)
- René Wokoun (2011–2015)
- Martin Balej (2015–2023)
- Jaroslav Koutský (od 2023)

## Známí vyučující

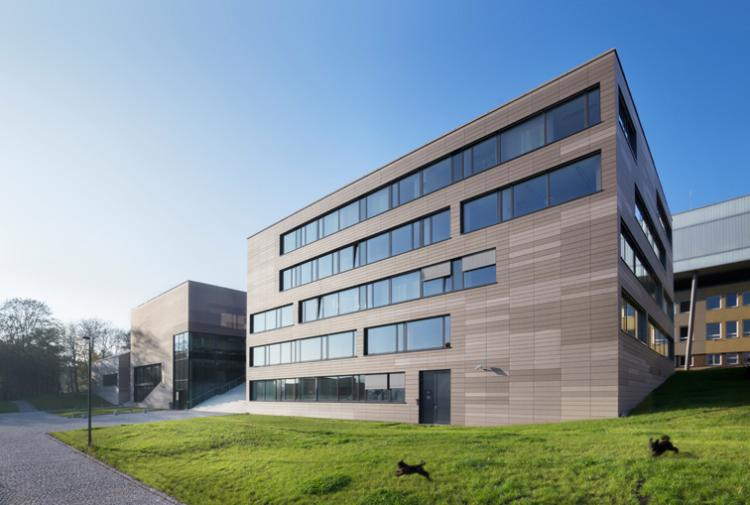
Univerzita J. E. Purkyně - Multifunkční centrum a rektorát univerzity

- Pavel Baňka
- Jiří Barilla
- Pavel Beneš (grafik)
- Jaroslav Brožek
- Jan Čapek

- Martin Lachout

- Vladimír Feix

- Jan Fišer
- Vladimír Franz
- Ivo Harák
- Jiří Škoda
- Aleš Havlíček
- Zoe Hauptová
- Jiří Hoblík
- Inna Kalita
- Michal Koleček
- Miloslav Krieger
- Daniel Kroupa
- Jan Kuklík (1940–2009)
- Jiří Martínek
- Karel Míšek
- Dobrava Moldanová
- Richard Pokorný
- Zdeněk Radvanovský
- Jaroslav Rokoský
- Jan Royt
- Tomáš Siviček
- Michal Slejška
- Danica Slouková
- Džamila Stehlíková
- Václav Umlauf
- Tomáš Velímský
- Aleš Veselý
- Petr Vopěnka
- Alena Zábranská
- Andrea Frydrychová
- Renata Cornejo
- Jarmila Jehličková

## Známí absolventi
- Martin Balej
- Tomáš Lebeda
- Martin Hausenblas
- Aleš Graf
- Ivona Březinová
- Jiří Černický
- Radim Holeček
- Tereza Hyťhová
- Kateřina Kováčová
- Jan Kubata
- Josef Alois Náhlovský
- Simona Kijonková